# 第三方評價聯絡調整責任人
第三方評價聯絡調整責任人（日語：第三者評価連絡調整責任者，英語：Accreditation Liaison Officer、ALO）是指在每所短期大学中负责适当执行自我检查与评价、制作自我检查与评价报告书、筛选或制作相关资料（附加材料及参考资料）、校内协调、与短期大学标准协会及评价人员的联系以及收集评价相关信息等中心角色的职位。这些个人在标准协会中进行注册。
欲接受第三方评价的短期大学，理事长或校长会从教员中指派一名第三方評價聯絡調整責任人，并将其注册至标准协会。

## 工作概述
- 校内工作
  - 针对第三方评价持续进行的活动
    - 关于第三方评价的政策、程序和活动的宣传教育
    - 形成评价学生学习成果的校园文化
    - 制作与管理第三方评价及自我检查与评价活动的记录
    - 准备年度报告书或业务报告书等的制作
    - 提交文件的检查

  - 为制作自我检查与评价活动及其报告书进行的活动
    - 参加标准协会主办的培训
    - 推动自我检查与评价活动
    - 通过与标准协会的联系实现持续的评价活动
- 对评价团队访问调查的响应
  - 设置评价团队访问日期
  - 关于访问调查的联系与协调
  - 准备评价团队工作的专用房间
  - 向评价团开放校内评价相关设施与资料
  - 评价员需要采访特定关系人以收集信息时的快速响应

## 所需资质
- ALO身份
  - 理解ALO职责并有执行力
  - 获得教职员的信任
  - 作为教育者的平衡感
- ALO所需的沟通能力
  - 人际沟通能力
  - 组织内的沟通能力
  - 通过电子邮件的沟通能力
  - 通过对话的沟通能力

## 校内支持组织体系
由于第三方評價聯絡調整責任人一人，难以应对涉及第三方评价的所有工作，以及自我检查与评价，乃至作为教育机构的改进与充实；因此，设立支持第三方評價聯絡調整責任人的组织体系（steering committee），也是推荐的做法。
由于第三方評價聯絡調整責任人在关于第三方评价的工作上需要投入大量时间和劳力，因此需要让校内所有成员理解第三方評價聯絡調整責任人的任务，并通过减轻常规业务等方式支持其任务的顺利执行。